# L・リン・ウッド
“リン”ルシアン・リンカーン・ウッド・ジュニア（Lucian Lincoln "Lin" Wood Jr.、1952年10月19日 - ）は、アトランタを拠点とするアメリカ合衆国の弁護士、政治評論家。

## 経歴
ジョージア州メイコン出身。父親がドメスティックバイオレンスで母を殺して有罪になったことから法曹への関心を深め、マーサー大学に進学して弁護士資格を取得。
アトランタオリンピックでの爆破事件で誤って犯人とされたリチャード・ジュエルへの名誉毀損訴訟を手掛けたことで全米に知られ、他にもジョンベネ・ラムジーの家族やハーマン・ケインの訴訟代理人として担当した。

### 2020年選挙とQアノン

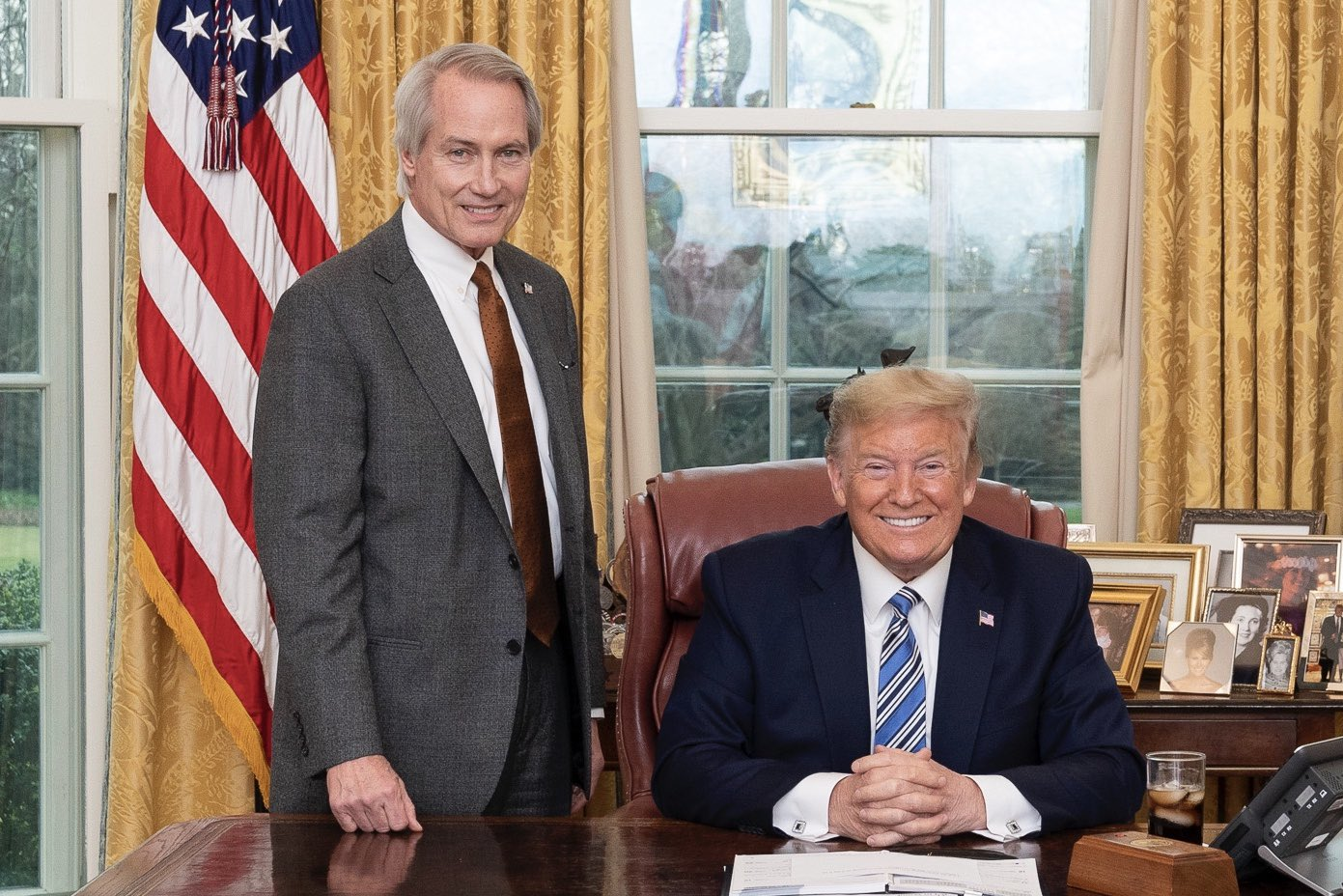
ドナルド・トランプアメリカ合衆国大統領とウッド、2020年3月

2020年12月末、ウッドはTwitterで同じ共和党のジョージア州知事ブライアン・ケンプと州務長官のブラッド・ラフェンスパーガーが中国の情報機関と協力してジョー・バイデンを有利にしたと主張して大きな注目を浴びた。ジョージア州の選挙はケンプ知事らがドミニオン・ヴォーティング・システムズのアルゴリズムを使って行ったとしてケンプとラフェンスパーガーを投獄すべきだとした。このツイートは現職のアメリカ合衆国大統領だったドナルド・トランプによってリツイートされた(「トランプ大統領は本当にいい人だ。彼は全く人をクビする事が好きではない。彼は人を投獄すること、特に『共和党員』を投獄する事が好きでないと断言できる。彼は@BrianKempGAと@GaSecofStateに正しく行うチャンスを与えた。彼らは断った。彼らはまもなく投獄されるだろう」“President Trump is a genuinely good man. He does not really like to fire people. I bet he dislikes putting people in jail, especially “Republicans.” He gave @BrianKempGA & @GaSecofState every chance to get it right. They refused. They will soon be going to jail.”)。
また、ジョン・ロバーツ最高裁判所長官がアントニン・スカリア判事の死に関与したことを示唆し、ロバーツは子供の人身売買商人であると仄めかし、故人のジェフリー・エプスタインは実際には生存しており、エプスタインはロバーツについての真実を明らかにする準備をしていると述べた。
2021年1月初頭、ウッドは、マイク・ペンス副大統領が「反逆罪」で「銃殺刑に直面する」との信念を表明した。
ウッドはまた、ロバーツ最高裁判所長官とミッチ・マコーネル上院議員が反逆罪で逮捕されることを求めた。ウッドはこれらのコメントで批判されたが、自分は乱心していないと主張した。
2021年1月初旬、ウッドはQアノンに関連する根拠のない陰謀論を推進し続け、ジョン・ロバーツ長官が様々な国の10の諜報機関から脅迫されて、児童レイプと児童殺人を犯したと主張した。ウッドによると、ハッカーグループのリザードスクワッドが情報を入手したという。リザードスクワッドのメンバーはこの主張を否定した。ウッドはまた、Qアノンの支持者であるアイザック・カッピーが、トランプ大統領に情報を提供しようとしたために殺害されたと根拠なく主張した（カッピーは2019年に自殺した）。
彼のツイッターアカウントは、2021年アメリカ合衆国議会議事堂襲撃事件後、トランプ支持者の暴徒は変装したアンティファであり、マイク・ペンス副大統領が「児童性的虐待者」であると主張をした後に永久凍結された。ウッドはその後、Parlerでペンスの処刑を呼びかけ、「銃殺隊を準備しなさい。ペンスが最初に行く」と投稿したが、その後、削除された。
2021年4月中旬、ウッドは「Q」を作ったと公の場で明かした。